# Cosalá
Cosalá es un pueblo del estado mexicano de Sinaloa, en el noroeste de México. Es cabecera del municipio homónimo; y está a una distancia aproximada a Culiacán, la capital del estado de Sinaloa de 164 kilómetros.

## Etimología
Según el ilustre filólogo e historiador sinaloense, Don Eustaquio Buelna, se traduce como "de hermosos alrededores"; Don Héctor R. Olea, otro distinguido historiador nuestro, señala que significa "en agua o arroyo del quetzal", y explica porqué: Quetzal - a - c proviene de un aztequismo; Quetzalli, "pluma verde o plumaje del pájaro", Quetzal - Tototl que también se escribe Cuesal o Quesal; a contracción de atl, "agua o arroyo"; y c que equivale a "en"; en el nombre indígena literalmente es "en agua o arroyo del quetzal", pero como el Quetzal no es ave de esta tierra, sino de Guatemala, aquí solo hay guacamayas y urracas, hay que considerar entonces que la palabra quetzalli se usa como un adjetivo, y el nombre significa entonces cosa brillante, hermosa, limpia y resplandeciente, por lo que se puede interpretar como "en el agua verde o esmeralda". En el lienzo de Tlaxcalla se simboliza el nombre de Quetzalla con un hato de plumas, símbolo náhuatl de la belleza por lo que podemos inferir que el nombre significa "lugar de mucha belleza o lugar muy bello". También se ha relacionado con la palabra "cotzal", que significa "lugar de bellos alrededores". 

## Demografía
Según los resultados presentados por el Instituto Nacional de Estadística y Geografía (INEGI) por medio del Conteo de Población y Vivienda realizado por dicho organismo en 2010, la población de Cosalá tenía hasta ese entonces un total de 6.577 habitantes, de los cuales 3.251 eran hombres y 3.326 eran mujeres.

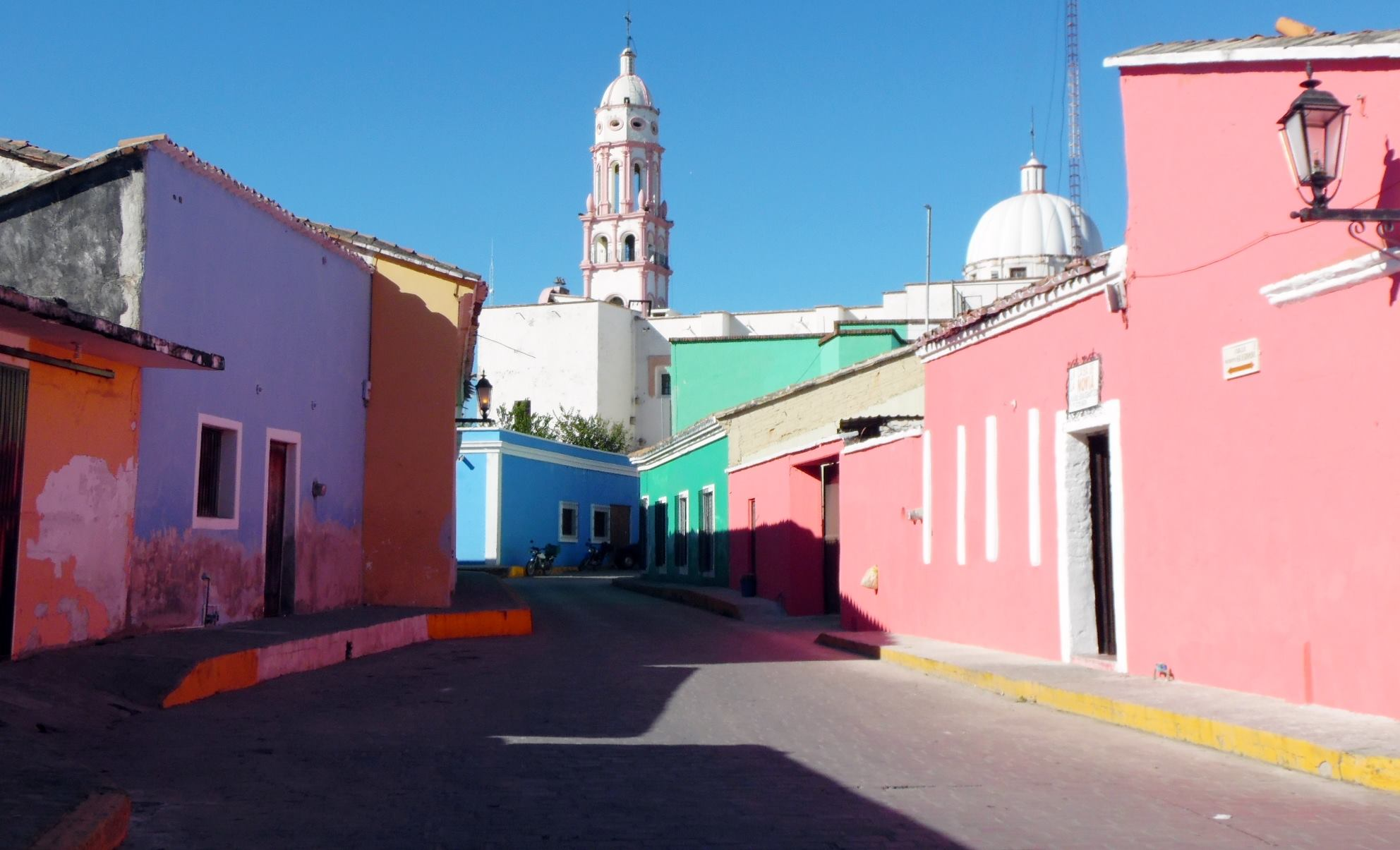
Callejones de Cosalá.

## Pueblo Mágico
En el año de 2005, Cosalá fue incluido en el programa turístico Pueblos Mágicos.Es una combinación de cultura, arquitectura y naturaleza y es parte integral del programa Pueblos Mágicos de la Secretaría de Turismo de México (SECTUR), ya que es el reflejo del México antiguo y tiene atributos simbólicos, leyendas e historias.